# تحصیل‌های پنجاب، پاکستان
در پاکستان، یک تحصیل (انگلیسی: List of tehsils of Punjab, Pakistan) یک زیرمجموعه از ناحیه است. در این نوشتار همهٔ تحصیل‌های ایالت پنجاب فهرست شده‌است.

## تحصیل‌ها

### ناحیه بهاولنگر
1. تحصیل بهاولنگر
2. تحصیل چشتیان
3. تحصیل فورت عباس
4. تحصیل هارون‌آباد
5. تحصیل منچن‌آباد

### ناحیه بهاول‌پور
1. احمدپور، شرق تهسیل
2. بهاولپور، پاکستان
3. تحصیل بهاولپور
4. تحصیل حاصل‌پور
5. تحصیل خیرپور تامیوالی
6. تحصیل یزمان

### ناحیه رحیم‌یارخان
1. خانپور، پاکستان
2. تحصیل لیاقت‌پور
3. تحصیل رحیم‌یارخان

## بخش دیره غازی خان

### ناحیه دیره غازی خان
1. De-Excluded Area
2. تحصیل دیره غازی خان
3. تحصیل کت چهوتا
4. Taunsa Sharif

### ناحیه لیه
1. تحصیل کرور
2. تحصیل لیه
3. علی‌پور تهسیل
4. تحصیل جتوئی

## بخش فیصل‌آباد

### ناحیه چنیوت
1. تحصیل بهوانه
2. تحصیل چینیوت
3. تحصیل لالیان

### ناحیه فیصل آباد
1. محمدعلی جناح
2. فیصل‌آباد
3. شهرک مدینه
4. شهرک چک جهموره
5. تحصیل جرانوالا
6. تحصیل ساموندری
7. تحصیل تاندلیانواله

### ناحیه جهنگ
1. احمدپور سیل
2. تحصیل اتهاره هزاری
3. تحصیل جهنگ
4. تحصیل شورکوت

### ناحیه توبه نک سینگ
1. تحصیل گوجره
2. تحصیل کمالیا
3. تحصیل پیرمحل
4. تحصیل توبه تک سینگ

## بخش گوجرانواله

### ناحیه گوجرانوالا
1. کهیالی شاهپور
2. قلعه دیدار سینگ
3. تحصیل وزیرآباد

### ناحیه گجرات
1. تحصیل گجرات
2. تحصیل کهاریان
3. تحصیل سرائی عالم‌گیر
4. تحصیل جلال‌پور جتان

### ناحیه حافظ آباد
1. تحصیل حافظ‌آباد
2. پندی بهتیان

### ناحیه مندی بهاءالدین
1. تحصیل ملک‌وال
2. تحصیل پهالیه

### ناحیه نارووال
1. تحصیل نارووال
2. تحصیل شکرگره
3. تحصیل ظفروال

### ناحیه سیالکوت
1. تحصیل دسکه
2. تحصیل پسرور
3. تحصیل سمبریال
4. تحصیل سیالکوت

## بخش لاهور

### ناحیه قصور
1. تحصیل چونیان
2. تحصیل قصور
3. ناحیه قصور
4. تحصیل پتوکی

### ناحیه لاهور
- شهرک اقبال، لاهور
- شهرک عزیز بهاتی
- گلبرگ، لاهور
- تحصیل نیشتر
- تحصیل راوی
- تحصیل سمن‌آباد
- شالیمار، لاهور
- واهگه

### ناحیه ننکانه صاحب
1. تحصیل ننکانه صاحب
2. تحصیل سانگله هیل
3. تحصیل شاه‌کوت

### ناحیه شیخوپوره
1. تحصیل فیروزوالا
2. تحصیل صفدرآباد
3. تحصیل شیخوپور

## Multan Division

### ناحیه خانیوال
1. تحصیل جهانیان
2. تحصیل خانیوال
3. تحصیل میان چنو

### ناحیه لودهران
1. ناحیه لودهران
2. تحصیل کهرور پکا

### ناحیه وهاری
1. تحصیل بوریوالا
2. تحصیل میلسی
3. وهری تحصیل

## بخش راولپندی

### ناحیه اتک
1. تحصیل اتک
2. تحصیل فتح جنگ
3. حسن ابدال، پنجاب
4. تحصیل هضرو
5. تحصیل جند
6. تحصیل پندی گیب

### ناحیه چکوال
1. تحصیل چکوال
2. تحصیل چوآسیدن شاه
3. تحصیل لاوا
4. تحصیل تله گنگ

### ناحیه جهلم
1. تحصیل دینه
2. تحصیل جهلم
3. تحصیل پند دادن خان
4. تحصیل سوهاوه

### ناحیه راولپندی
1. تحصیل راولپندی
2. تحصیل گجرخان
3. تحصیل کهوته
4. کلر سیدان
5. تحصیل کوتلی ستیان
6. تحصیل مری
7. تحصیل تیکسلا

## بخش ساهیوال

### ناحیه اوکارا
1. تحصیل دیپلاپور
2. تحصیل ریناله خورد

### ناحیه پاکپتن
1. تحصیل عارف والا
2. تحصیل پاک پتن
3. تحصیل عارف والا

### ناحیه ساهیوال
1. تحصیل چیچه وطنی

## بخش سارگودها

### ناحیه بهکر
1. تحصیل بهکر
2. تحصیل دریاخان
3. تحصیل کلورکوت
4. تحصیل منکیره

### ناحیه خوشاب
1. تحصیل خوشاب
2. تحصیل نورپور تهل
3. تحصیل قائدآباد

### ناحیه میانوالی
1. تحصیل عیسی‌خیل
2. تحصیل میان‌والی
3. تحصیل پپلان

### ناحیه سرگودها
1. تحصیل بهلوال
2. تحصیل بهیره
3. ناحیه سرگودها
4. تحصیل ساهیوال، سرگودها
5. تحصیل سرگودها
6. تحصیل سلان‌والی